# София Бранденбург-Ансбахская (1614)
София Бранденбург-Ансбахская (нем. Sophie von Brandenburg-Ansbach; 10 января 1614 — 3 декабря 1646) — принцесса Бранденбург-Ансбахская, в замужестве наследная принцесса Бранденбург-Байрейтская.

## Биография
София — дочь маркграфа Иоахима Эрнста Бранденбург-Ансбахского и его супруги графини Софии Сольмс-Лаубахской. Родная сестра маркграфов Фридриха II Бранденбург-Ансбахского и Альбрехта II Бранденбург-Ансбахского.
8 декабря 1641 года в Ансбахе София вышла замуж за кузена наследного принца Эрдмана Августа Бранденбург-Байрейтского, сына маркграфа Кристиана Бранденбург-Байрейтского и Марии Прусской. У супругов родился единственный сын Кристиан Эрнст, будущий маркграф Байрейта. После смерти супруги Эрдман Август намеревался жениться во второй раз на Софии Агнессе Мекленбург-Шверинской, дочери герцога Адольфа Фридриха I Мекленбургского, но внезапно умер. София похоронена в городской церкви Байройта.

## Потомки
- Кристиан Эрнст (1644-1712), маркграф Бранденбург-Байрейта, женат последовательно на Эрдмуте Софии Саксонской, Софии Луизе Вюртембергской и Елизавете Софии Бранденбургской.